# Lisa en Lena
Lisa en Lena Mantler (Stuttgart, 17 juni 2002) zijn een Duitse identieke tweeling die als Lisa and Lena bekendheid verwierven via de door hun gecreëerde clips op TikTok (voorheen musical.ly). 
Lisa en Lena werden geadopteerd toen ze zes maanden oud waren. Lisa en Lena brachten als vijftienjarigen op 26 juli 2017 hun eerste eigen single uit, Not My Fault. Ze hebben meer dan 14 miljoen volgers op Instagram en hadden meer dan 32 miljoen fans op TikTok. Ze hebben ook hun eigen kledinglijn.
In 2016 ontving het duo de gouden Bravo Otto als sociale media-vedetten. Ze ontvingen ook een Shorty Award 2017 als muser van het jaar. Ze werden genomineerd voor de Teen Choice Awards 2017 als beste musers.
Op 1 april 2019 verwijderde het duo hun TikTok-account.
Op 23 augustus 2019 kondigden ze een amusementsshow aan, genaamd xLL, te zien op YouTube.